# Ennodius Messala
(Flavius) Ennodius Messala war ein spätantiker römischer Politiker zur Zeit des Ostgotenreichs zu Beginn des 6. Jahrhunderts.
Messala war Sohn des Anicius Probus Faustus, Konsul im Jahr 490, und Bruder des Rufius Magnus Faustus Avienus, Konsul im Jahr 502. Im Jahr 506 wurde Messala zusammen mit Areobindus Konsul. Die bevorstehende Hochzeit von Messala Anfang 512 wird in einem Brief des Ennodius erwähnt.
Seine literarischen Interessen werden in Ennodius’ Carmina erwähnt („Wenn du, Messala, mir deine Studien offenbaren wolltest, würden mir keine Bücher fehlen, die ich dir, mein Freund, geben könnte“); und er schickte einige seiner Schriften zur Begutachtung an Ennodius. Er erhielt zwischen 510 und 513 mehrere Briefe von Ennodius.